# Antonia Dell’Atte
Antonia Teodora Dell'Atte (ur. 9 lutego 1960 roku) – włoska modelka.
Jedna z najbardziej znanych włoskich modelek na rynku międzynarodowym. Karierę na wybiegu rozpoczęła w 1978 roku. Pojawiała się na wybiegach Mediolanu i Barcelony. W latach 80. była muzą Giorgio Armaniego, prezentowała jego kolekcje oraz brała udział w kampaniach reklamowych. W 1986 roku jej zdjęcia pojawiły się w kalendarzu firmy Pirelli. Dzięki temu, że pracowała również w Hiszpanii, w 1990 roku udało jej się otrzymać hiszpańskie obywatelstwo.
W 2007 roku była jurorką we włoskiej edycji programu "Top Model".